# عزیز معبودی
عزیز معبودی (زاده ۱ اسفند ۱۳۶۵) یک بازیکن فوتبال اهل ایران است و برای کشت و صنعت پادیاب خلخال  بازی می‌کند.